# Tomba di Mezzavia

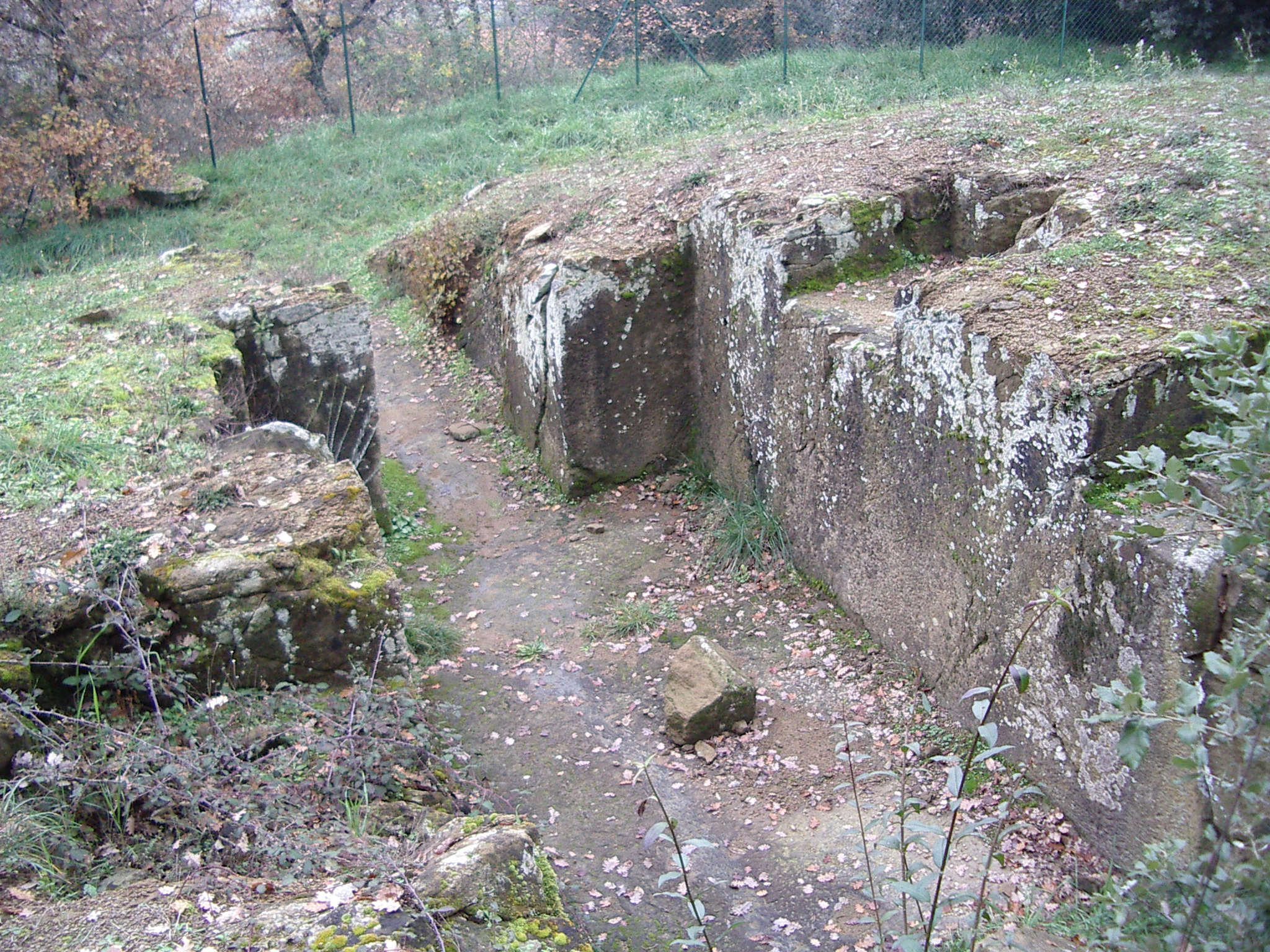
Tombe de Mezzavia

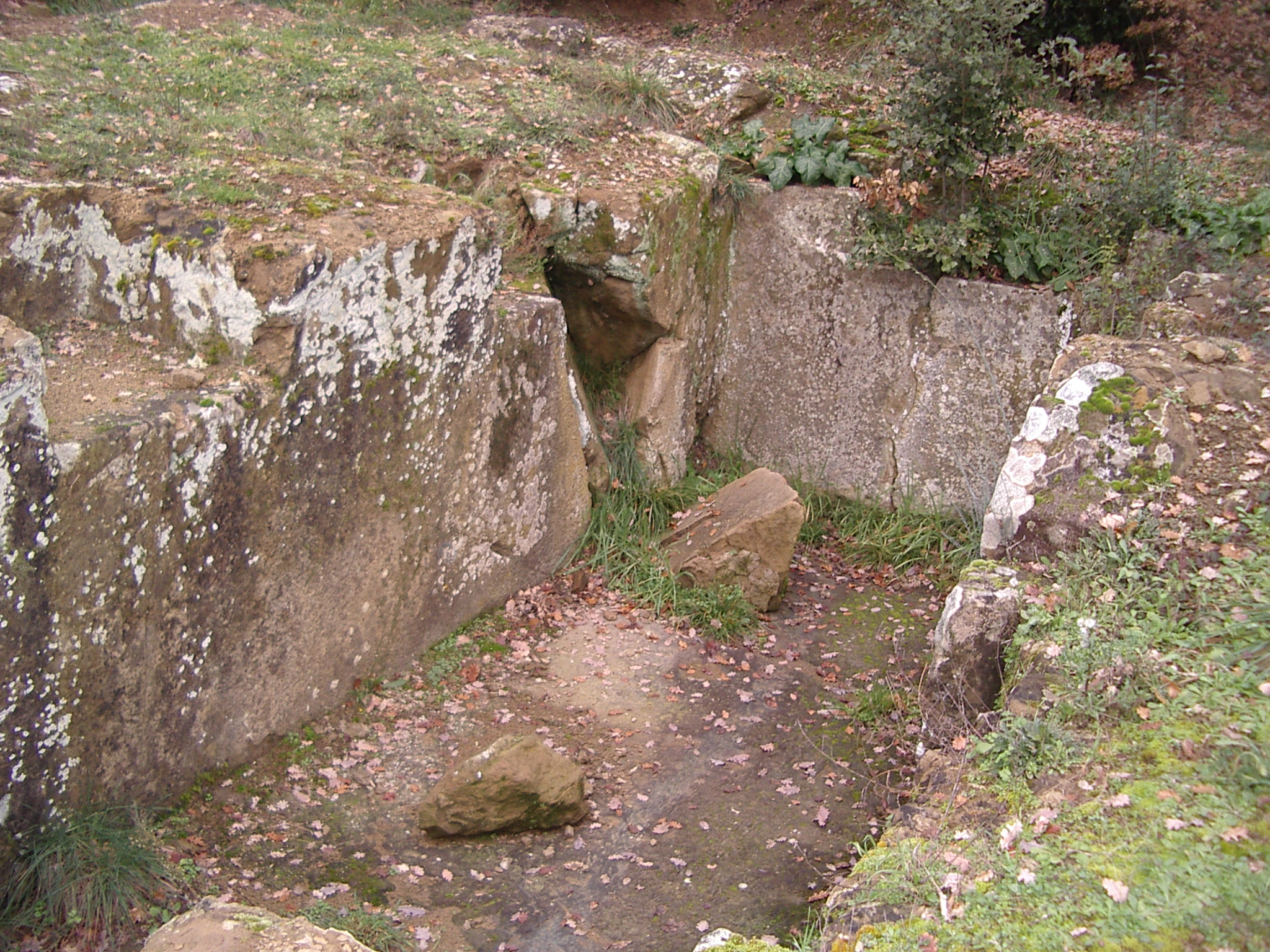
Tombe de Mezzavia

La Tombe de Mezzavia est une tombe étrusque datant de la fin du IIIe ou du début du IIe siècle av. J.-C. Elle est située  près de Cortone, dans la province d'Arezzo, en Toscane (Italie).

## Historique
La tombe de Mezzavia a été découverte en 1950 dans la frazione Il Passaggio, près de Mezzavia (Percano).

## Chronologie
Elle date de la période hellénistique étrusque (fin IIIe - début IIe siècle av. J.-C.).

## Description
Il s'agit d'une tombe à chambre creusée dans le tuf. Elle est constituée d'une chambre unique avec quatre niches sur les parois latérales et une sur celle du fond, sur laquelle est gravé le mot tutsitui.